# لویی گولیس
لویی گولیس (۱۹۷۸-۱۹۳۲) بازیگر و نمایشنامه‌نویس و رمان‌نویسِ سوئیسی و پدرِ مری گولیس بود. او، که از سالِ ۱۹۷۲ میلادی با کمیته بین‌المللی صلیب سرخ همکاری داشت و به مأموریت‌هایی در بنگلادش و ویتنام و قبرس رفته بود، در مارسِ ۱۹۷۸ در مأموریتی در لبنان کشته شد.

## آثار
- کاپیتان قراگز (۱۹۵۹)
- خدمتکارِ کامل (۱۹۶۷)